# 泰里乔拉
泰里乔拉（義大利語：Terricciola），是意大利比萨省的一个市镇。总面积43平方公里，人口4476人，人口密度104.1人/平方公里（2009年）。ISTAT代码为050036。